# Szpital im. Ludwika Rydygiera we Wrocławiu
Szpital im. Ludwika Rydygiera we Wrocławiu – wrocławski szpital funkcjonujący w latach 1900–2004.

## Historia szpitala
Szpital pod wezwaniem św. Jerzego założyły zakonnice z zakonu boromeuszek ze zgromadzenia w Trzebnicy na nabytym w 1899 r. zabudowanym terenie położonym między obecnymi ul. Rydygiera a Pomorską. 18 sierpnia 1900 r. w gmachu o architekturze neogotyckiej otworzono szpital złożony z oddziałów internistycznego i chirurgicznego, dysponujących w sumie 80 łóżkami. Znajdował się tam także klasztor boromeuszek. W 1902 powstał oddział ginekologiczny, w 1903 r. laryngologiczny, w 1909 okulistyczny, w 1912 r. dermatologiczny, a w 1913 r. oddział dla nerwowo chorych. W 1906 r. wzniesiono nowe skrzydło szpitala oraz budynek gospodarczo-laboratoryjny, dzięki czemu szpital dysponował 115 łóżkami. Przy szpitalu działała szkoła pielęgniarska, od roku 1908 do 1923 włącznie, później przeniesiona do siedziby zakonu w Trzebnicy. Podczas I wojny światowej w części szpitala wojsko urządziło lazaret. W latach 1913–1916 zakon kupił przyległe grunty wraz z kilkoma budynkami, które adaptowano na potrzeby szpitalne, a w 1917 r. nabył gospodarstwo w Widawie, którego produkcję przeznaczano na potrzeby szpitala. Podczas II wojny światowej powtórnie funkcjonował w szpitalu lazaret.
Tylko niewielkie uszkodzenia w czasie oblężenia Wrocławia umożliwiły działalność szpitala również od razu po zakończeniu działań zbrojnych. W październiku 1949 r. kompleks szpitalny przejęło państwo, choć boromeuszki pracowały tu aż do lat 80. XX w. W 1949 zmieniono też nazwę placówki ze św. Jerzego na Ludwika Rydygiera. W 2002 r. boromeuszki odzyskały szpital, choć likwidacja państwowych oddziałów trwała do roku 2004. Od tej pory w budynkach byłego szpitala działa Zakład Opiekuńczo-Leczniczy pw. św. Jerzego.